# Temple réformé de Pozsonyi út
Le Temple réformé de Pozsonyi út (Pozsonyi úti református templom) est une église calviniste de Budapest, située dans le quartier d'Újlipótváros sur Pozsonyi út. 